# Montagny (Ródano)
Montagny é uma comuna francesa na região administrativa de Auvérnia-Ródano-Alpes, no departamento de Ródano. Estende-se por uma área de 8,3 km². Em 2010 a comuna tinha 3 110 habitantes (densidade: 374,7 hab./km²).